# Pfarrkirche Herrnleis

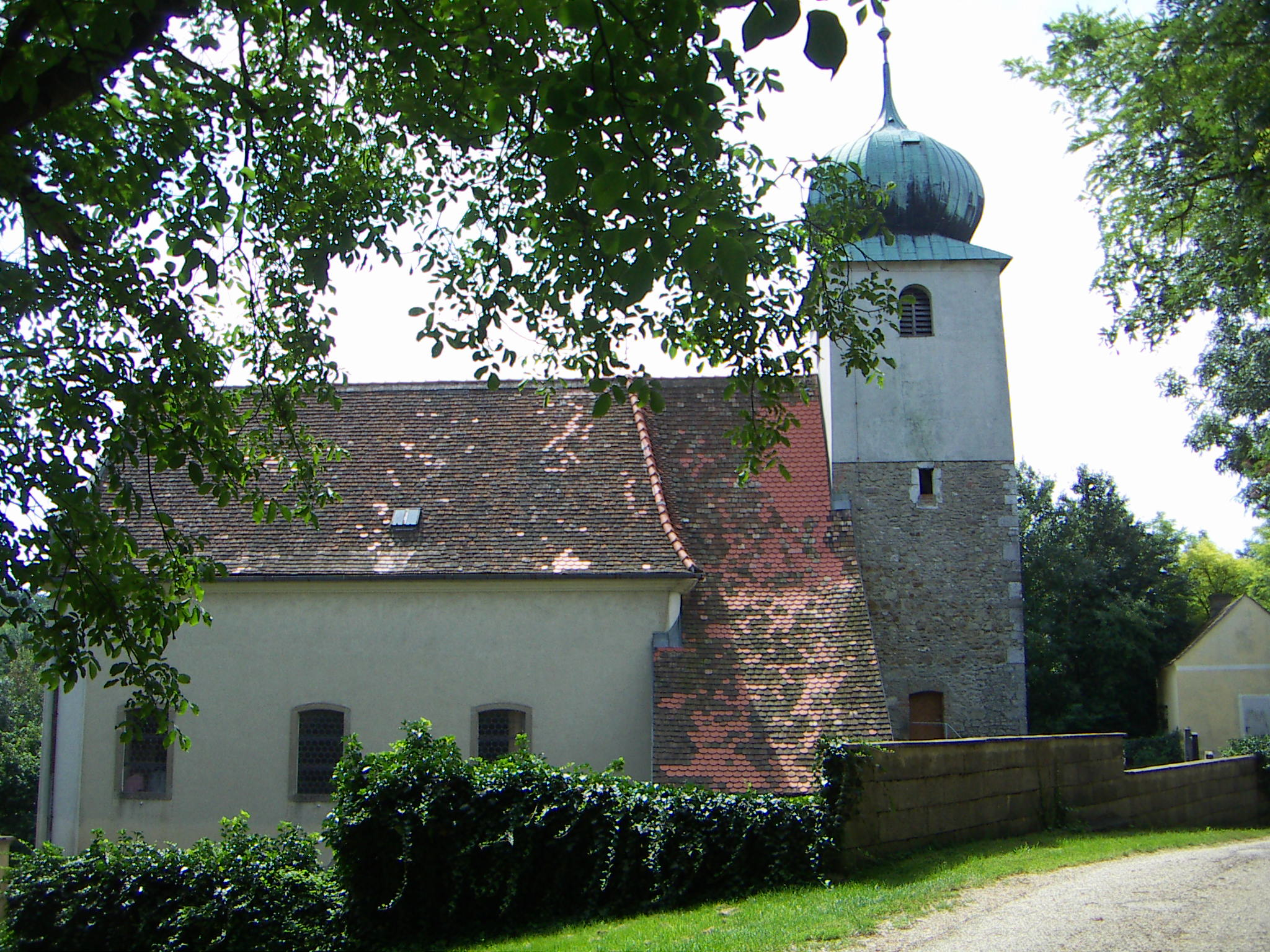
Pfarrkirche hl. Nikolaus in Herrnleis

Die Pfarrkirche Herrnleis steht im Ort Herrnleis in der Marktgemeinde Ladendorf in Niederösterreich. Die römisch-katholische Pfarrkirche hl. Nikolaus gehört zum Dekanat Wolkersdorf im Vikariat Unter dem Manhartsberg der Erzdiözese Wien. Bis 1. September 2016 gehörte sie zum Dekanat Ernstbrunn. Die Kirche steht unter Denkmalschutz.

## Lage
Die Kirche liegt am südlichen Ende einer weitgehend verfallenen Kellergasse und ist auch über eine Treppe mit 48 Stufen erreichbar, welche aus der Senke des Herrnleiser Baches bis vor das Hauptportal der Kirche führt.

## Kirche
Die Kirche wird vom Ortsfriedhof umschlossen. Der Altarraum mit mittelalterlichem Mauerwerk mit einem im Westen stehenden gotischen Kirchturm wurde im Osten in den Jahren 1774 bis 1776 mit einem spätbarocken dreijochigen Langhaus ausgebaut. Das Hauptportal mit Giebel und Wappen zeigt die Jahreszahl 1776.
Das Hochaltarbild aus dem Jahre 1776 zeigt den hl. Nikolaus von Myra, das Seitenaltarbild aus dem Jahre 1777 den hl. Johannes Nepomuk. Beide wurden von Martin Johann Schmidt geschaffen. Die Orgel aus dem Jahre 1911 wurde von der Wiener Firma Johann M. Kauffmann errichtet.

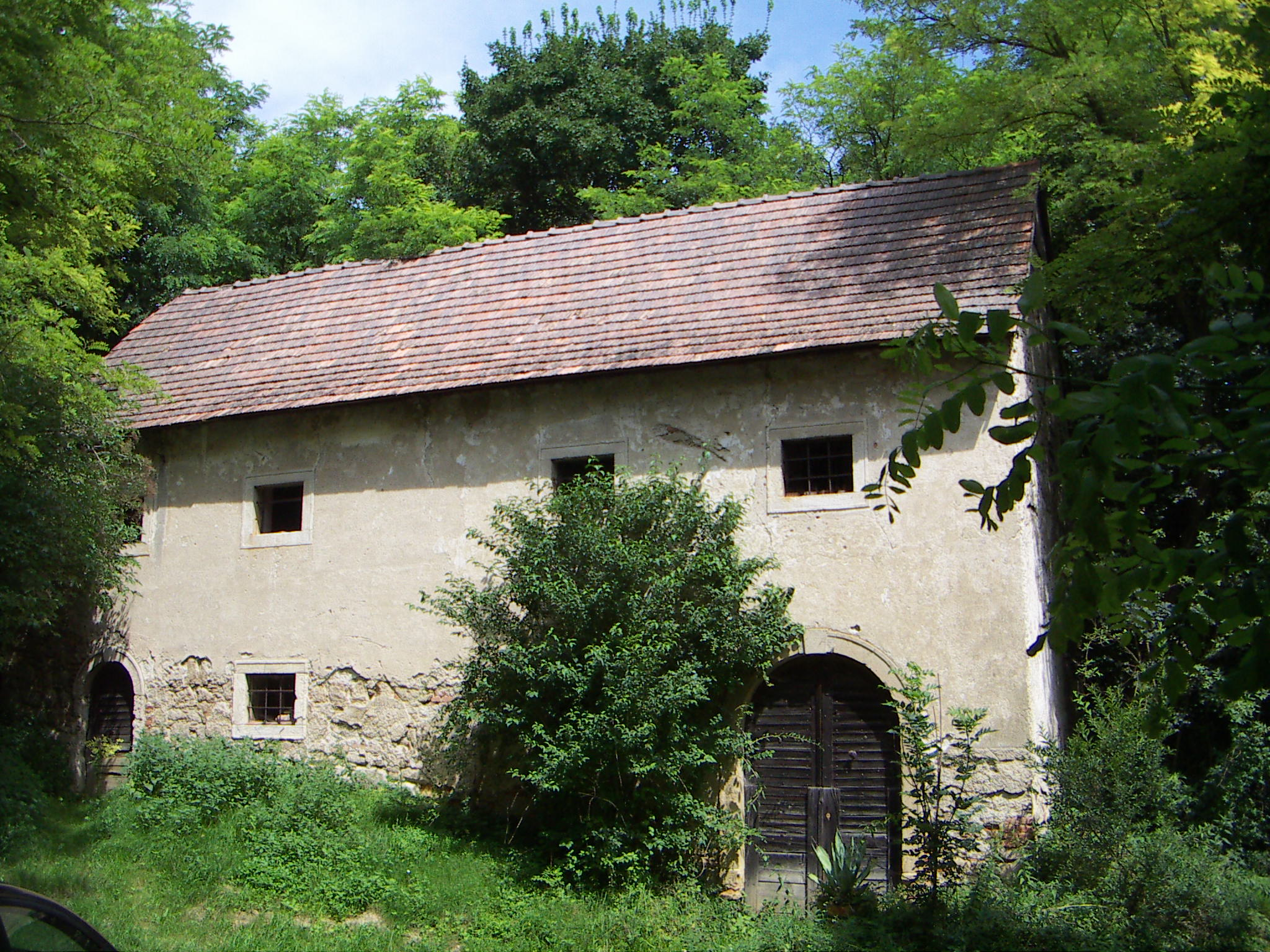
Schüttkasten

## Schüttkasten
In der Senke am Beginn der Kellergasse steht der Schüttkasten der ehemaligen Landwirtschaft der Pfarre. Koordinaten